# Мустафа Чачі
Мустафа Сейдулайович Чачі (25 травня 1935 — 15 лютого 1970) — керуючий відділенням радгоспу «П'ятиріччя Узбецької РСР» Аккурганського району Ташкентської області Узбецької РСР, інноватор щодо впровадження більш продуктивних методів організації праці. Герой Соціалістичної Праці.

## Життєпис
Народився 25 травня 1935 року у селі Корбек (з 1945 року — Ізобільне) Кримської АРСР (нині — Республіка Крим). Кримський татарин. У 1944 році разом з усіма кримськими татарами депортований із Криму до Узбецької РСР (нині — Республіка Узбекистан). З усієї родини, яка приїхала до Ташкентської області, тільки Мустафа міг працювати (батьки похилого віку, старший брат інвалід, а молодші брат із сестрою були ще маленькі), тому трудову діяльність він почав у 14 років робітником у радгоспі «П'ятиріччя Узбецької РСР» Аккурганського району Ташкентської області. Потім працював трактористом. У 1957—1958 роках — помічник механіка, а в 1958—1960 роках — бригадир механізованої польовий бригади цього ж радгоспу.
Постійно шукав і впроваджував в організацію діяльності нові методи, які підвищували продуктивність праці. Перевів бригаду на госп. розрахунок. Першим у радгоспі організував тракторно-польову бригаду комплексної механізації, яку очолив. Такі бригади більш продуктивні, ніж ті тракторні і польові бригади, які окремо працюють.
З 1961 року — керуючий 5-м відділенням радгоспу «П'ятиріччя Узбецької РСР» Аккурганського району Ташкентської області. Продовжував удосконалювати і впроваджувати методи більш ефективної організації праці бавовноробів і механізаторів. Одним із перших досліджував і почав використовувати нові прогресивні схеми і технології посіву. Організував роботу за допомогою механізованих ланок: просапний трактор працював на закріпленій за ним і ланкою території для посіву. Впровадив технологічні карти для кожної ланки і виділялися постійні робочі, поливальники. Мустафа Чача впроваджував метод посіву із заданою кількістю насіння.
Під його керівництвом відділення радгоспу у 1959—1965 роках виростило і зібрало з площі 1140 гектарів по 35-40 центнерів бавовни з одного гектара. Показники зростання через кожні п'ять років: 1955 рік- 17,5 ц/га, 1960 рік — 26,1 ц/га, 1965 рік — 30,9 ц/га. Якщо взяти для порівняння старі польові бригади, нові тракторно-польові бригади і порівняти їх продуктивність з укрупненою бригадою М. Чачі, то отримаємо такі показники:
| Показники                         | Од. вим.    | Старі польові бригади | Нові тракторно- польові бригади (25га) | Укрупнена бригада Чачі М. | Радгосп у цілому |
| --------------------------------- | ----------- | --------------------- | -------------------------------------- | ------------------------- | ---------------- |
| Навантаження на 1 робочого        | га          | 2,81                  | 5,93                                   | 6,42                      | 3,3              |
| Врожайність                       | ц / га      | 19,6                  | 22,5                                   | 28,6                      | 20,7             |
| Виробництво бавовни на 1 робочого | т           | 5,5                   | 13,4                                   | 18,3                      | 6,0              |
| Витрати на 1 га                   | чол. / ден. | 109                   | 106                                    | 89                        | 108              |
| Затрати на 1 ц бавовни            | чол. / ден. | 5,6                   | 4,5                                    | 3,1                       | 5,2              |

Ф. Ф. Ізмайлов, у ті часи головний агроном радгоспу, у своїй книзі "Історія і розвиток радгоспу «П'ятиріччя Узбецької РСР» згадував: 
«За підсумками роботи 1958 року стало усім зрозуміло, що нові форми організації праці дозволяють краще і з більшою ефективністю використовувати машини, землю і робочу силу. Чачі М. і ті спеціалісти, які його підтримували, здійснили суттєвий перелом в агротехніці й організації праці та виробництва…»— 
Заслужений бавовнороб Узбецької РСР. Заслужений механізатор Узбецької РСР (1964).
Указом Президії Верховної Ради СРСР від 30 квітня 1966 року за успіхи, досягнуті у збільшенні виробництва бавовни-сирцю і коконів шовкопряда, Чачі Мустафі присвоєно звання Героя Соціалістичної Праці із врученням ордена Леніна і золотої медалі «Серп і Молот».
Переймати досвід продуктивної праці до Мустафи Чачі приїжджали як зі всього Радянського Союзу, так і з зарубіжних країн.
Депутат Верховної Ради СРСР 7-го скликання (1966—1970).
Коли наприкінці 1960-х років кримським татарам дозволили вільно переміщатися по країні, виступив проти масового безконтрольного від'їзду кримських татар до Криму і в березні 1968 року підписав «листа сімнадцяти» шановних кримських татар. У листі висловлювалося розуміння народного прагнення повернутися на Батьківщину, але підписанти застерігали і закликали кримських татар не піддаватися на провокації людей, які закликають масово самостійно їхати назад до Криму, оскільки масове переміщення було б повторною трагедією для народу, для людей старшого і середнього покоління. За підписання цього листа отримав осуд з боку частини кримських татар.
Помер 15 лютого 1970 року. Похований у Ташкенті на меморіальному кладовищі «Чігатай».

## Нагороди
- Золота медаль «Серп і Молот» (30.04.1966);
- Орден Леніна (30.04.1966).
- Орден Трудового Червоного Прапора (16.02.1963)
- інші

## Пам'ять
- В Узбекистані його ім'ям названі вулиця[5][3], селище[5][3], дитячий табір[5], санаторій[5], засновано диплом імені Мустафи Чачі[5][3].
- На місці поховання встановлено пам'ятник Герою[7].